# Wen Zengxian
Wen Zengxian (chinês: 显 增 显 ; pinyin : Wén Zēngxiǎn , junho de 1952 – 31 de janeiro de 2020) foi um político chinês que atuou como diretor-geral adjunto do Departamento de Assuntos Civis da Província de Hubei, de 1997 a 2010.
Wen morreu em 31 de janeiro de 2020. Sua morte foi suspeita de ter sido causada pela infecção por COVID-19. Diversas mídias chinesas (incluindo Sina, Sohu, NetEase and Phoenix Television) relataram sua morte, no entanto, as notícias logo foram excluídas devido à censura.